# قوهجين (درسجين)
قوهجین (بالفارسية: قوهجین) هي قرية تقع في إيران في قسم درسجین الریفي. يقدر عدد سكانها بـ 109 نسمة بحسب إحصاء 2016.